# Jeff Smith
Jeff Smith (27 de febrero de 1960, McKees Rock, Pensilvania) es un historietista estadounidense cuya obra más conocida es Bone.

## Biografía

### Juventud
Jeff Smith nació en McKees Rocks, Pensilvania pero creció en Columbus (Ohio), Ohio donde reside actualmente.
El dibujo de Jeff Smith se inspira en dibujos animados y tiras cómicas y está notablemente influenciado por el cómic Pogo de Walt Kelly, a quién descubrió a los nueve años cuando un compañero trajo a clase unos cuantos cómics.
Smith comenzó a dibujar con los personajes de "Bone" en 1970 cuando tenía diez años.
En 1978 se graduó en el instituto Thomas Worthington High School en Worthington, Ohio un barrio residencial de Columbus. En el instituto era compañero de clase del director de cine y animador Jim Kammerud, años más tarde, en 1986, Smith y Kammerud fundarían el estudio de animación Character Builders donde Smith trabajó hasta 1992.
Después del instituto fue a la Universidad Estatal de Ohio donde creó una tira cómica llamada "Thorn" para el periódico estudiantil The Lantern que incluía algunos de los personajes que más adelante aparecerían en Bone.

### Carrera
Jeff Smith lanzó en 1991 su propia compañía, Cartoon Books, para autopublicar Bone, la publicación original de cincuenta y cinco números en formato comic book resultó un gran éxito y fue recopilada en distintos formatos tanto en cartoné como en rústica, una edición limitada en cartoné con bordes de hoja dorados y nueve tomos tanto de tapa dura como de tapa blanda en color de la mano de Scholastic Inc..
También ambientada en el universo Bone publicó a través de Cartoon Books Stupid, Stupid Rat-Tails  (publicada en España por Astiberri bajo el nombre Estúpidas, estúpidas mostrorratas en el año 2007). En el año 2002 publicó Rose, precuela de Bone (publicado en España por Astiberri en el año 2008).
En 2003 empezó a trabajar para DC Comics en una serie limitada del Capitán Marvel, una serie de la cual era fan. La serie se tituló The Monster Society of Evil (Shazam!. La Monstruosa Sociedad del Mal en España de la mano de Planeta DeAgostini).
En 2007, Fantagraphics Books llegó a un acuerdo con Smith para que este fuera el diseñador de doce tomos que recopilaran la serie completa de Walt Kelly]Pogo. Pero tiempo después debido a problemas con los herederos y con agenda se canceló el proyecto.
Ese mismo año diseñó la portada, contraportada e ilustraciones del álbum In Defense of the Genre del grupo independiente Say Anything.
En febrero de 2008 lanzó a través de su compañía Cartoon Books el primer número de RASL, una serie abierta de tono cyberpunk.
En septiembre de 2009 publicó a través de la editorial Toon Books una novela gráfica dirigida a niños pequeños llamada Little Mouse Gets Ready, basada en un personaje que hizo de niño.

## Premios
Por sus trabajos en Bone ha recibido muchos premios:
- Premio Eisner 1993, Estados Unidos, mejor publicación de humor[3]
- Premio Russ Manning 1993, Estados Unidos, mejor nuevo valor[32]
- Premio Diamond Distributor’s Gem 1994, Estados Unidos, producto vanguardia del año[33]
- Premio Genie 1994, mejor serie continuada[33]
- Premio Eisner 1994, mejor historia serializada[3]
- Premio Eisner 1994, mejor serie continuada[3]
- Premio Eisner 1994, mejor Escritor/Artista: Humor[3]
- Premio Eisner 1994, mejor publicación de humor[3]
- Premio Harvey 1994, Estados Unidos, mejor dibujante (escritor/artista)[4]
- Premio Harvey 1994, premio especial humor[4]
- Premio Harvey 1994, mejor novela gráfica de trabajos ya publicados[4]
- Premio Comic Speedline 1995, Alemania, mejor nuevo artista
- Premio Comic Speedline 1995, mejor novela gráfica
- Premio Eisner 1995, mejor publicación de humor[3]
- Premio Eisner 1995, mejor Escritor/Artista: Humor[3]
- Premio Eisner 1995, mejor serie continuada[3]
- Premio Harvey 1995, mejor dibujante (escritor/artista)[5]
- Premio Fauve D’Or 1996, Francia, mejor álbum extranjero[33]
- Premio National Cartoonists Society, 1995, Estados Unidos, mejor comic book[34]
- Prix Vienne 1995, Austria, libro del año[33]
- Premio Adamson 1996, Suecia, mejor comic book[35]
- Premio Fumo Di China 1996, Italia, mejor personaje[33]
- Premio Harvey 1996, mejor dibujante (escritor/artista)[6]
- Premio National Cartoonists Society, 1996, mejor comic book[34]
- 1997, incluido en el «Paseo de la fama de los dibujantes» de Georgia, Estados Unidos[33]
- Premio Harvey 1997, mejor dibujante (escritor/artista)[7]
- Premio Lucca Comics & Games 1997, Italia, mejor dibujante extranjero[33]
- Premio Eisner 1998, mejor Escritor/Artista: Humor[3]
- Premio Expocomic 1998, España, mejor cómic de origen extranjero[33]
- Premio Lempi International 1998, Finlandia, mejor dibujante internacional[36]
- Premio Harvey 1999, mejor dibujante (escritor/artista)[8]
- Premio Sproing, 1999, Noruega, mejor serie de origen extranjero[37]
- Premio Yellow Kid 1999, Italia, mejor autor[33]
- Premio Harvey 2000, mejor dibujante (escritor/artista)[9]
- Premio Sproing 2000, mejor serie de origen extranjero[37]
- Premio Inkpot 2001, Estados Unidos, logros realizados en artes gráficas[38]
- Premio Harvey 2003, mejor dibujante (escritor/artista)[10]
- Premio Eagle 2004, Reino Unido, cómic en blanco y negro favorito[39]
- Premio Eisner 2005, mejor Album: reimpresión[3]
- Premio Harvey 2005, mejor dibujante (escritor/artista)[11]
- Premio Harvey 2005, mejor novela grágica de trabajos ya publicados[11]

La recopilación en un solo tomo fue incluida por la revista Time en la lista de las diez mejores novelas gráficas de todos los tiempos.